# Punt dolç (acústic)
El punt dolç és un terme utilitzat per audiòfils i enginyers de so per descriure el punt focal entre dos altaveus, on un individu és capaç de sentir totalment la mescla estèreo d'àudio de la manera en què el mesclador pretenia que fos sentida. En el cas del so surround, aquest és el punt focal entre quatre o més altaveus.
Existeixen diferents mètodes estàtics per ampliar l'àrea del "punt dolç", com els esmentats a Merchel et al.
Els enginyers de so també es refereixen al "punt dolç" en parlar de qualsevol element que produeixi so i pugui ser capturat amb un micròfon. Per exemple, cada instrument té el seu propi punt dolç, és a dir, la perfecta ubicació per col·locar el micròfon o micròfons i obtenir el millor so.